# کاساس د میان
کاساس د میان (به اسپانیایی: Casas de Millán) یک منطقهٔ مسکونی در اسپانیا است که در استان کاسرس واقع شده‌است. کاساس د میان ۱۵۲ کیلومتر مربع مساحت دارد.